# 小行星55892
小行星55892（55892 Fuzhougezhi），又稱福州格致星，是由中国科学院国家天文台施密特CCD小行星项目组于1997年12月1日在兴隆县发现的一个主带小行星。
2006年，福州格致中学校友陈建生院士将其领导的研究小组发现的55892号小行星命名为“福州格致星”。